# Географија Турске
Турска је претежно брдовита земља са континенталном и планинском климом (лета су топла и сува, а зиме релативно оштре). Граничи се са Бугарском и Грчком на северозападу, Грузијом, Јерменијом и Ираном на истоку, Ираком на југоистоку и Сиријом на југу. Излази на Црно, Мраморно и Средоземно море, а излази и на два важнија пловидбена пута, мореуза, Босфор и Дарданели.
Велико је полуострво облика правоугаоника које се граничи са југоисточном Европом и Азијом. Тракија, европски део Турске чини 3% земље и 10% становништва. Од Мале Азије, азијског дела Турске, одвајају је Босфор, Мраморно море и Дарданели.

## Спољне границе
Турска, окружена водом са три стране, има добро дефинисане природне границе са својих осам суседа.
Границе Турске са Грчком, 206 километара, и Бугарском, 240 километара, су биле насељене Цариградским (1913), а касније Лозанским миром 1923. Московски 1921. и Карски мир дефинишу тренутне границе Турске са Јерменијом (268 километара), Азербејџаном (девет километара) и Грузијом (252 километра). Иранска граница од 499 километара је први пут насељена Зубарским миром 1639. године и потврђена 1937. Турска је, изузев Мосула, уступила територије данашњег Ирака и Сирије Лозанским миром 1923. Године 1926. Турска је уступила Мосул Уједињеном Краљевству у замену за 10% нафте током 25 година. Сирија не признаје своју границу са Турском због спора око провинције Хатај 1939. године након референдума који је фаворизовао унију са Турском.

## Регије
Први географски конгрес је одржан у Анкари између 6. и 21. јуна 1941. године, који је поделио Турску на седам регија након дугих расправа. Ови географске регије су биле одвојене према клими, положају, флори и фауни, станишту човека, пољопривредним разноликостима, транспорту, топографији и друго. На крају су именоване четири приобалне и три унутрашње регије у складу са њиховом близином четири мора која окружују Турску и њиховим положајима у Анадолији.

### Црноморска регија
Црноморску регију карактеришу планински ланац који стварају препреку паралелну са обалом Црног мора и велике влажности и падавина. Источну Црноморску регију представљају алпски пејзажи са стрмим и густо пошумљеним падинама. Стрме падине, као морфолошка карактеристика, јављају се и под морем и на планинским ланцима, са морским дном испод 2000 метара дуж линије од Трабзона до турско-грузијске границе, а планине достижу преко 3000 метара, са максимално 3971 метара на врху. Паралелне долине према северу до Црног мора су биле некада изоловане једна од друге до пре неколико деценија, јер су густо пошумљени гребени отежавали превоз и размену што је омогућило развој снажног културног идентитета, језика, музике и плеса, повезаног са специфичним географским контекстом.
Од запада према истоку, главне реке су Сакарја (824 km), Кизил (1355 km, најдужа река Турске), Ешиљрмак (418 km) и Корух (376 km).
Током целе године падавине, које варирају од 580 метара годишње на западу до преко 2200 стварају густе шуме, са стаблима храста, букве, леске, граба и питомог кестена који превлађују.
Изоловани једни од других због стрмих долина, регион Црног мора укључује 850 биљних врста, од којих је 116 ендемично за то подручје, од којих је 12 угрожено, а 19 подложно нападу. Леска је домаћа врста за овај регион, која покрива 70% и 82% светске производње, односно извоза.

### Мраморна регија
Европски део Турске се састоји углавном од валовите земље високог степена погодне за пољопривреду. Годишње забележе око 520 милиметара падавина.
Густо насељено подручје укључује Истанбул и Једрене. Босфор, који повезује Мраморно и Црно море, је дугачак око 25 километара и у просеку је широк 1,5 километара, али се местимично сужава на мање од 1000 метара. Постоје два висећа моста преко Босфора, и његове азијске и европске обале се стрмо издижу из воде и чине низ литица и увала готово без излаза на море. Већина обала је густо пошумљена и обележена је бројним малим градовима и селима. Дарданели, који повезује Мраморно и Егејско море, је дугачак приближно 40 километара и шири се према југу. За разлику од Босфора, Дарданели имају мање насеља дуж својих обала. Залив Сарос се налази у близини полуострва Галипоље и није често посећиван због прљавих плажа. Омиљено је место међу рониоцима због богатства подводне фауне и постаје све популарније због близине Истанбула.

Најважније вилајети су Измит, Бурса и Троја. Долинска низија око Бурсе је густо насељена.

### Егејска регија
Налази се на западној страни Анадолије, регија има плодно тло и типичну медитеранску климу са благим, влажним зимама и врућим, сувим летима. Широка, обрађена долинска низија садржи око половине најбогатијих пољопривредних површина у земљи.
Највећи град у егејској регији Турске је Измир, који је уједно и трећи по величини град у земљи и главни производни центар, као и друга највећа лука после Истанбула.
Производња маслина и маслиновог уља је посебно важна за економију регије. Приморски град Ајвалик и бројни градови у вилајету Баликесир, Измир и Ајдин су познати по свом маслиновом уљу и сродним производима као што су сапун и козметика.
Регија, такође, има много популарних туристичких центара који су познати и по својим историјским споменицима и плажама као што су Асос, Ајвалик, Бергама, Фоча, Измир, Чешме, Сард, Ефес, Кушадаси, Дидим, Милет, Бодрум, Мармарис, Датча и Фетије.

### Медитеранска регија
Према истоку, равница Чукурова (у прошлости позната као Киликија) око Адане, петог по броју становника у Турској, састоји се углавном од обновљених поплавних равница. Генерално, реке нису усекле долине до мора у западном делу регије. Историјски гледано, кретање у унутрашњости са западне обале Медитерана је било тешко. Источно од Адане, већи део обалне равнице има кречњачке карактеристике као што су срушене пећине и вртаче. Између Адане и Анталије, Таурус се нагло уздижу од обале до високих узвишења. Осим Адане, Анталије и Мерсина, медитеранска обала има неколико већих градова, као и бројна пољопривредна села.
Паралелно са обалом Медитерана, Таурус је други ланац веначних планина. Историјски су служиле као препрека људима у унутрашњости са медитеранске обале, осим тамо где постоје планински пролази попут историјске Киликијске капије, северозападно од Адане.

### Регија Централна Анадолија
Простирући се у унутрашњости од егејске обалне равнице, регија Централна Анадолија заузима подручје између две зоне планина, пружајући се источно до тачке где се два ланца спајају. Полуравне висоравни Анадолије налик висоравни се сматрају средиштем земље. Регија варира у надморској висини од 700 до 2000 метара од запада према истоку. Ерджиес је врх на 3916 метара. Два највећа басена висоравни су Конија и слив који заузима велико слано језеро Туз. Оба слива карактерише унутрашња дренажа. Шумовита подручја су ограничена на северозападу и североистоку. Узгој пшенице је главна култура. Наводњавана пољопривреда је ограничена на подручја која окружују реке и где су на располагању довољне подземне воде. Важне наводњаване културе укључују јечам, кукуруз, памук, разно воће, грожђе, опијумски мак, шећерну репу, руже и дуван, као и велика паша на висоравни.
Централна Анадолија има мало годишњих падавина. На пример, полусушни центар висоравни има просечне годишње падавине од 300 милиметара. Међутим, падавине из године у годину су нередовне и повремено су мање од 200 милиметара, што доводи до смањења приноса усева и за пољопривреду и наводњавање. У годинама слабе кише, губици залиха такође могу бити високи. Прекомерна испаша је допринела ерозији тла на висоравни. Током лета, честе су олује прашине. Скакавци повремено опустоше источно подручје у априлу и мају. Генерално, висораван доживљава екстремне врућине, готово без падавина лети и хладног времена са јаким снегом зими.

Налазе се на Анадолској висоравни, дефинисани су басени, које Турци називају ova. Нека су само проширења поточна долини, док други, као што је равница Конија, су велики сливови унутрашње дренаже или су резултат ерозије кречњака. Већина сливова носи имена градова или места која се налазе на њиховим ободима. Тамо где се језеро створило у сливу, водено тело је обично слано као резултат унутрашње дренаже — вода нема излаз у море.

### Регија Источна Анадолија
Источна Анадолија, где се понтијски и антитаурски планински ланци спајају, садржи већу надморску висину, оштрију климу и веће падавине него што је на анадолској висоравни. Западни део регије Источна Анадолија је познат као Антитаур, где просечна надморска висина планинских врхова прелази 3000 метара, док је источни део регије историјски био познат као Јерменска висораван и укључује Арарат, највишу тачку у Турској са 5137 метара. Многи од источно-анадолских врхова су недавно изумрли вулкани, судећи према опсежним токовима зелене лаве. Највеће турско језеро, језеро Ван, се налази у планинама на надморској висини од 1546 метара. Изворишта три главне реке настају у Антитауру: Аракс који тече источно и улива се у Каспијско језеро, Еуфрат који тече југом и јужни ток Тигра, који се улио у Еуфрат, у Ираку, пре него што се улио у Персијски залив. Неколико малих потока који се уливају у Црно море или језеро Ван без излаза такође потичу из ових планина.

Поред неравних планина, ово подручје је познато и по јаким зимама са великим снежним падавинама. Неколико долина и равница у овим планинама је обично плодно и подржава разнолику пољопривреду. Главни слив је долина Мус, западно од језера Ван. Уске долине такође леже у подножју високих врхова дуж речних коридора.

### Регија Југоисточна Анадолија
Регија Југоисточна Анадолија је јужна од планина Антитаур. Чини регион брдских брежуљака и широке површине висоравни која се протеже у Сирију. Висине се постепено смањују, са око 800 метара на северу до око 500 метара на југу. Традиционално су пшеница и јечам биле главне усеве у региону, али отварање великих нових пројеката наводњавања 1980-их је довело до веће пољопривредне разноликости и развоја.

## Геологија
Разнолики пејзажи Турске су производ широког спектра тектонских процеса који су обликовали Анадолију милионима година и трају и данас, о чему сведоче чести земљотреси и повремене вулканске ерупције. Осим релативно малог дела њене територије дуж сиријске границе, Турска је геолошки део појаса Алпида који се протеже од Атлантског океана до Хималаја. Овај појас је настао током периода палеогена, пошто су арапске, афричке и индијске континенталне плоче почеле да се сударају са евроазијском. Овај процес је и данас чест, јер афричка плоча конвергира са евроазијском, а анадолска према западу и југозападу. Северноанадолијски расед чини данашњу границу плоча Евроазије у близини обале Црног мора, и Источноанадолска преломна зона, која чини део границе Северноарабијске плоче на југоистоку. Као резултат, Турска лежи у једном од сеизмички најактивнијих светских региона.
Међутим, многе стене су настале много пре него што је овај процес започео. Турска садржи изданке предкамбријских стена (старих више од 520 милиона година). Најранија геолошка историја није добро размета, делом и због проблема реконструкције начина на који је регион тектонски састављен покретима плоча. На државу се гледа као на колаж различитих делова древне континенталне и океанске литосфере залепљене млађим магматским, вулканским и седиментним стенама.
Током мезозојске ере (пре отприлике 250 до 66 милиона година), велики океан (океан Тетис), прекривен океанском литосфером, је постојао између суперконтинената Гондвана и Лауразија (који су лежали на југу и северу). Ова велика океанска плоча се трошила у зонама субдукције. У субдукционим рововима слојеви седиментних стена који су се таложили у праисторијском океану Тетис су се извијали, савијали, преломили и тектонски мешали са блоковима кристалних подрумских стена океанске литосфере. Ови блокови чине врло сложену мешавину или офиолитски меланж стена који укључују углавном серпентинит, базалт, долерит и рожнац. Сматра се да је евроазијска маргина, која је сада сачувана у Понтиду (Понтијским планинама дуж обале Црног мора), била геолошки слична данашњем западнопацифичком региону. Вулкански лукови и басени изалучних басена су настали и постављени на Евроазију као офиолити док су се сударали са микроконтинентима који су повучени са континента Гондвана даље на југ. Турска је, дакле, састављена од неколико различитих праисторијских микроконтинената.
Током преклапања кенозоика, пуцање и подизање, праћено вулканском активношћу и упадањем магматских стена је било повезано са великим континенталним сударом између већих арапских и евроазијских плоча.
Данашњи земљотреси се крећу од једва приметних подрхтавања до већих кретања јачине пет или више на отвореној Рихтеровој скали. Најтежи земљотрес у Турској у 20. веку се догодио у Ерзинџану, у ноћи између 28. и 29. децембра 1939, девастирао је већи део града и проузроковао око 160.000 смртних случајева. Земљотреси умереног интензитета често се настављају спорадичним потресима током периода од неколико дана или чак недеља. Део Турске најизраженијим земљотресима је регион у облику лука који се протеже од опште близине Измита до подручја северно од језера Ван на граници са Јерменијом и Грузијом.
Турски терен је структурно сложен. Централни масив састављен од уздигнутих блокова и спуштених корита, покривен недавним наслагама даје изглед висоравни са неравним тереном, између два пресавијена планинска венца која се сливају на истоку. Праве низије су ограничене на Ergene Ovası у Тракији, протежући се дуж река које се изливају у Егејско или Мраморно море, и на неколико уских обалних трака дуж обала Црног и Средоземног мора.
Скоро 85% копна се налази на надморској висини од најмање 450 метара, просечна и средња надморска висина је 1332 и 1128 метара. У азијској Турској равно или благо нагнуто земљиште је ретко и углавном је ограничено на делте реке Кизил, приобалне равнице Анталије и Адане, дна долине реке Гедиз и Бељшои и неке унутрашње високе равнице у Анадолији, углавном око Туза и Konya Ovası. Умерено нагнути терен је готово у потпуности ограничен изван Тракије на брда дуж границе са Сиријом.
Више од 80% копнене површине је планинско, те је ограничена пољопривредна вредност. Неравнина терена је наглашена у источном делу земље, где се два планинска ланца конвергирају у високи регион са средњом надморском висином већом од 1500 метара, која достиже највишу тачку дуж граница са Јерменијом, Азербејџаном и Ираном. Највиши турски врх, планина Арарат, износ 5137 метара и налази се у близини тачке на којој се спајају границе четири држава.

## Клима
Различите регије Турске имају различиту климу, са временским системом на обалама који је у супротности са оним који превладава у унутрашњости. Егејска и медитеранска обала имају хладне, кишовите зиме и врућа, умерено сува лета. Годишње падавине у тим областима варирају од 580 до 1300 милиметара у зависности од локације. Генерално је падавина мање на истоку. Обала Црног мора има највећу количину падавина и једини је регион Турске који има велике падавине током целе године. Источни део те обале просечно годишње просечно има 2500 милиметара, што је највећа количина падавина у земљи.
- Анкара
- Анталија
- Истанбул
- Ван

Планине у близини обале спречавају ширење медитеранских утицаја у унутрашњост, дајући унутрашњости Турске континенталну климу са изразитим годишњим добима. Анадолијска висораван је много изложенија екстремима него што су то приобална подручја. Зиме на висоравни су посебно снажне. Температуре од -30 до -40 °C се могу јавити у планинским пределима на истоку, а снег се задржава до 120 дана годишње. На западу, зимске температуре у просеку су испод 1 °C. Лета су врућа и сува, са температурама изнад 30 °C. Годишње падавине у просеку износе око 400 милиметара, а стварне количине се одређују надморском висином. Најсушније регије су Konya и Malatya Ovasi, где су кише годишње често мање од 300 милиметара. Мај је углавном највлажнији месец, а јул и август најсушнији.
Лета у планинском региону Антитаур, у источној Турској, су врућа и изузетно сува. Зиме су оштре са честим, јаким снежним падавинама. Села су често бити изолована неколико дана током зимских олуја. Пролеће и јесен су углавном благи, али током обе сезоне чести су изненадни врући и хладни дани.
| Регије                   | Просечна темп. | Просечна темп. | Просечна највиша темп. | Просечна највиша темп. | Просечна најнижа темп. | Просечна најнижа темп. | Просечан хум. | Просечна пред. | Просечна пред. |
| Мраморна                 | 13.5C          | 56.3F          | 44.6°C                 | 112.3°F                | -27.8°C                | -18.0°F                | 71.2%         | 564.3 mm       | 22.2 in        |
| Егејска                  | 15.4°C         | 59.7°F         | 48.5°C                 | 119.3°F                | -45.6°C                | -50.1°F                | 60.9%         | 706.0 mm       | 27.8 in        |
| Медитеранска             | 16.4°C         | 61.5°F         | 45.6°C                 | 114.1°F                | -33.5°C                | -28.3°F                | 63.9%         | 706.0 mm       | 27.8 in        |
| Црноморска               | 12.3°C         | 54.1°F         | 44.2°C                 | 111.6°F                | -32.8°C                | -27.0°F                | 70.9%         | 828.5 mm       | 32.6 in        |
| Централна Анадолија      | 10.6°C         | 51.1°F         | 41.8°C                 | 107.2°F                | -36.2°C                | -33.2°F                | 62.6%         | 392.0 mm       | 15.4 in        |
| Источна Анадолија        | 9.7°C          | 49.5°F         | 44.4°C                 | 111.9°F                | -45.6°C                | -50.1°F                | 60.9%         | 569.0 mm       | 22.4 in        |
| Југоисточна Анадолија    | 16.5°C         | 61.7°F         | 48.4°C                 | 119.1°F                | -24.3°C                | -11.7°F                | 53.4%         | 584.5 mm       | 23.0 in        |
| Клима Турске по регијама |                |                |                        |                        |                        |                        |               |                |                |

## Коришћење земљишта
Коришћење земљишта:
- обрадиво земљиште: 35,00
- трајни усеви: 4,00
- остало: 61,00 (2011)

Наводњавано земљиште: 53.400 km² (2012)
Укупни обновљиви водни ресурси: 211,6 km² (2012)
Екстремне висине:
- најнижа тачка: Средоземно море 0 метара
- највиша тачка: Арарат 5166 метара

## Природне опасности
Веома јаки земљотреси, посебно на северноанадолијском и источноанадолском раседу, јављају се дуж лука који се протеже од Мраморног мора на западу до језера Ван на истоку. Земљотрес 17. августа 1999. јачине 7,4 степена је погодио северозапад Турске, усмртивши више од 17.000, а ранивши 44.000 становника.
|  |  |

## Животна средина
Турска је домаћин више од три хиљаде ендемских биљних врста, има велику разноликост и готово је у потпуности покривена са 3 од 35 светских жаришта биодиверзитета. Иако су неки притисци на животну средину одвојени од привредног раста, она се и даље суочава са многим претњама, попут угља и дизел горива који емитују гасове стаклене баште и смртоносно загађење ваздуха ситним честицама. Од 2019. године не постоји ограничење финих честица, а угаљ у Турској се субвенционише.
Често је загађење воде од одлагања хемикалија и детерџената, као и загађење ваздуха посебно у урбаним срединама и крчење шума.

### Ратификовани међународни уговори
- Протокол из Кјота
- Систем антарктичке повеље
- Дезертификација
- Рамсарска конвенција

### Потписани, али нератификовани међународни уговори
- Паришки климатски споразум
- Модификација животне средине